# Myta
Myta (ukr. Мита) – wieś na Ukrainie w rejonie stryjskim (do 2020 roku w rejonie skolskim) obwodu lwowskiego.

## Historia
Pod koniec XIX w. była to wieś w powiecie turczańskim.